# إيلتاج سفارلي
إيلتاج سفارلي Eltaj Safarli لاعب شطرنج أذربيجاني يحمل لقب أستاذ كبير.
- ولد في 15 مايو 1992 في باكو.
- فاز ببطولة أذربيجان في 2010 و 2016.
- لعب في المنتخب الأذربيجاني الفائز بالميدالية الفضية في بطولة أوروبا للفرق في بورتو كاراس عام 2011، مع شهريار مامادياروف وتيمور رادجابوف وفوجار جاشيموف وقادر حسينوف.

## وصلات خارجية
- إيلتاج سفارلي على موقع الاتحاد الدولي للشطرنج (الإنجليزية)
- إيلتاج سفارلي على موقع مباريات الشطرنج (الإنجليزية)
- إيلتاج سفارلي على موقع 365Chess.com (الإنجليزية)
- إيلتاج سفارلي على موقع Chesstempo.com (الإنجليزية)
- إيلتاج سفارلي سجل أولمبياد الشطرنج على موقع OlimpBase.org (الإنجليزية)